# Campionati mondiali di sollevamento pesi 2021 - 109 kg maschile
Le gare di sollevamento pesi della categoria fino a 109 kg maschile — pesi massimi — dei campionati mondiali del 2021 si sono svolte il 16 dicembre 2021 a Tashkent presso l'Uzbekistan Sport Complex.

## Programma
L'orario indicato corrisponde a quello uzbeko (UTC+05:00)
| Data             | Orario | Evento   |
| ---------------- | ------ | -------- |
| 16 dicembre 2021 | 13:00  | Gruppo B |
| 16 dicembre 2021 | 16:00  | Gruppo A |

## Medagliati
Per ciascun esercizio, i primi tre classificati sono i seguenti:
| Esercizio | Oro           | Oro    | Argento           | Argento | Bronzo            | Bronzo |
| --------- | ------------- | ------ | ----------------- | ------- | ----------------- | ------ |
| Strappo   | Akbar Djuraev | 195 kg | Simon Martirosyan | 188 kg  | Ruslan Nurudinov  | 185 kg |
| Slancio   | Akbar Djuraev | 238 kg | Ruslan Nurudinov  | 236 kg  | Simon Martirosyan | 228 kg |
| Totale    | Akbar Djuraev | 433 kg | Ruslan Nurudinov  | 421 kg  | Simon Martirosyan | 416 kg |

## Record
Prima di questa competizione, i record mondiali esistenti erano i seguenti:
| Record mondiale | Strappo | Yang Zhe          | 200 kg | Tashkent, Uzbekistan  | 24 aprile 2021  |
| Record mondiale | Slancio | Ruslan Nurudinov  | 241 kg | Tashkent, Uzbekistan  | 24 aprile 2021  |
| Record mondiale | Totale  | Simon Martirosyan | 435 kg | Aşgabat, Turkmenistan | 9 novembre 2018 |

## Risultati
| Pos. | Atleta                       | Gr. | Peso atleta | Strappo (kg) | Strappo (kg) | Strappo (kg) | Strappo (kg) | Slancio (kg) | Slancio (kg) | Slancio (kg) | Slancio (kg) | Totale   |
| Pos. | Atleta                       | Gr. | Peso atleta | 1            | 2            | 3            | Pos.         | 1            | 2            | 3            | Pos.         | Totale   |
| ---- | ---------------------------- | --- | ----------- | ------------ | ------------ | ------------ | ------------ | ------------ | ------------ | ------------ | ------------ | -------- |
|      | Akbar Djuraev (UZB)          | A   | 108.90      | 187          | 192          | 195          |              | 226          | 232          | 238          |              | 433      |
|      | Ruslan Nurudinov (UZB)       | A   | 109.00      | 185          | 185          | 189          |              | 227          | 236          | 242          |              | 421      |
|      | Simon Martirosyan (ARM)      | A   | 109.00      | 188          | 193          | 196          |              | 228          | 237          | 237          |              | 416      |
| 4    | Hristo Hristov (BUL)         | A   | 109.00      | 170          | 176          | 178          | 5            | 200          | 206          | 210          | 6            | 388      |
| 5    | Ian Wilson (USA)             | A   | 108.70      | 170          | 175          | 178          | 6            | 205          | 210          | 214          | 5            | 385      |
| 6    | Amir Azizi (IRI)             | A   | 108.80      | 166          | 171          | 176          | 8            | 198          | 208          | 128          | 8            | 379      |
| 7    | Alireza Soleimani (IRI)      | A   | 108.60      | 172          | 172          | 179          | 4            | 195          | 206          | 206          | 11           | 374      |
| 8    | Ryunosuke Mochida (JPN)      | A   | 108.60      | 165          | 172          | 172          | 9            | 208          | 215          | 215          | 7            | 373      |
| 9    | Sargis Martirosjan (AUT)     | A   | 108.80      | 172          | 172          | 173          | 7            | 195          | 195          | —            | 12           | 368      |
| 10   | Junior Ngadja Nyabeyeu (CMR) | B   | 105.90      | 150          | 156          | 160          | 11           | 195          | 200          | 205          | 9            | 360      |
| 11   | Hannes Keskitalo (FIN)       | B   | 108.70      | 145          | 150          | 155          | 14           | 187          | 188          | 199          | 10           | 349      |
| 12   | Lovepreet Singh (IND)        | B   | 108.90      | 151          | 157          | 161          | 10           | 180          | 186          | 187          | 16           | 348      |
| 13   | Stefan Ågren (SWE)           | A   | 108.90      | 155          | 155          | 160          | 12           | 190          | 200          | 202          | 14           | 345      |
| 14   | Jackson Roberts-Young (AUS)  | B   | 108.40      | 145          | 145          | 145          | 17           | 188          | 192          | 204          | 13           | 337      |
| 15   | Richard Davidson (CAN)       | B   | 108.30      | 140          | 144          | 148          | 15           | 183          | 188          | 196          | 15           | 336      |
| 16   | Noah Santavy (CAN)           | B   | 102.20      | 147          | 151          | 155          | 13           | 182          | 186          | 187          | 18           | 333      |
| 17   | Hanzala Dastgir Butt (PAK)   | B   | 108.60      | 145          | 150          | 150          | 16           | 182          | 182          | 192          | 19           | 327      |
| 18   | Linas Kvietkauskis (LTU)     | B   | 107.70      | 135          | 135          | 141          | 18           | 175          | 181          | 181          | 20           | 310      |
| —    | Rafael Cerro (COL)           | A   | 106.90      | 165          | 165          | 165          | —            | 202          | 210          | 216          | 4            | —        |
| —    | Arnas Šidiškis (LTU)         | B   | 107.80      | 155          | 155          | 155          | —            | 185          | 185          | 190          | 17           | —        |
| —    | Jiří Gasior (CZE)            | B   | 105.60      | —            | —            | —            | —            | —            | —            | —            | —            | —        |
| —    | Khelwin Juboo (MRI)          | B   | ritirato    | ritirato     | ritirato     | ritirato     | ritirato     | ritirato     | ritirato     | ritirato     | ritirato     | ritirato |